# (100045) 1991 TK1
(100045) 1991 TK1 es un asteroide perteneciente a asteroides que cruzan la órbita de Marte, descubierto el 5 de octubre de 1991 por Carolyn Shoemaker desde el Observatorio del Monte Palomar, Estados Unidos.

## Designación y nombre
Designado provisionalmente como 1991 TK1.

## Características orbitales
1991 TK1 está situado a una distancia media del Sol de 2,348 ua, pudiendo alejarse hasta 3,037 ua y acercarse hasta 1,660 ua. Su excentricidad es 0,293 y la inclinación orbital 22,02 grados. Emplea 1314 días en completar una órbita alrededor del Sol.

## Características físicas
La magnitud absoluta de 1991 TK1 es 14,2.